# 2집 Blue Angel
2집 Blue Angel o Blue Angel Vol. 2 es el segundo álbum de estudio de la famosa cantante de Corea del Sur Park Ji Yoon. Fue lanzando en Corea en noviembre de 1998. 

## Lista de canciones
| #   | Título                         | Duración |
| --- | ------------------------------ | -------- |
| 01. | "내 눈에 슬픈 비"              | 3:41     |
| 02. | "내 남자"                      | 3:25     |
| 03. | "Steal Away (주인공)"          | 3:58     |
| 04. | "Last Night"                   | 4:32     |
| 05. | "널 보내고"                    | 3:20     |
| 06. | "소중한 사랑"                  | 3:47     |
| 07. | "너도 나처럼"                  | 3:58     |
| 08. | "위험한 사랑 (Dangerous Love)" | 3:31     |
| 09. | "별거 아냐"                    | 4:00     |
| 10. | "천사"                         | 4:27     |

- Datos: Q2834791